# Lillian Müller
Lilian Müller (Grimstad, 19 agosto 1951) è un'attrice e modella norvegese.

## Biografia
Ha acquisito popolarità dopo essere stata ritratta sulla copertina di Playboy nel gennaio 1974. È stata nominata playmate del mese nell'agosto 1975, e successivamente playmate dell'anno nel 1976.
A volte accreditata come Inga Anderssen, Lillian Mueller, Yulis Revel, Yuliis Ruval, o Yullis Ruval, nel 1984 ha interpretato la parte dell'insegnante sexy nel video Hot for Teacher del gruppo rock Van Halen.

## Filmografia parziale
- Rosemaries Tochter, regia di Rolf Thiele (1976)
- Casanova & Company (Casanova & Co.), regia di François Legrand (1977)
- The Night They Took Miss Beautiful, regia di Robert Michael Lewis - film TV (1977)
- Frauenstation, regia di Rolf Thiele (1977)
- Il diavolo e Max (The Devil and Max Devlin), regia di Steven Hilliard Stern (1981)
- King of the Mountain, regia di Noel Nosseck (1981)
- La miglior difesa è... la fuga (Best Defense), regia di William Huyck (1984) (accreditata come Yuliis Ruval)
- L'aereo più pazzo del mondo 3 (Stewardess School), regia di Ken Blancato (1986) (accreditata come Yuliis Ruval)